# Upper Pohatcong, New Jersey
Upper Pohatcong, New Jersey (енгл. Upper Pohatcong) насељено је место без административног статуса у америчкој савезној држави Њу Џерзи.

## Демографија
По попису из 2010. године број становника је 1.781.
| Група             | 2000.    | 2010.         |
| Белци             | 0 (0,0%) | 1.630 (91,5%) |
| Афроамериканци    | 0 (0,0%) | 39 (2,2%)     |
| Азијати           | 0 (0,0%) | 19 (1,1%)     |
| Хиспаноамериканци | 0 (0,0%) | 69 (3,9%)     |
| Укупно            | 0        | 1.781         |